# Hans Klenk (Unternehmer)
Hans Klenk (* 3. April 1906 in Oßweil; † 7. März 1983 in Mainz) war ein deutscher Unternehmer, Erfinder, Mäzen und  Stifter. Er war der Firmengründer von Hakle und Ehrenbürger der Stadt Ludwigsburg.

## Leben
Nach dem Besuch der Oberrealschule und einer Banklehre arbeitete Klenk in der Papierindustrie und anderen Industriezweigen. Während des Zweiten Weltkriegs war er Kommandant der Flakkaserne auf dem jetzigen Gelände der Universität Mainz.
Hans Klenk war mit Elly Thomas (1903–1994) verheiratet. Aus der Ehe stammt der Sohn Hans-Dieter Klenk, der die väterliche Firma übernahm. Hans Klenk wurde auf dem Hauptfriedhof Mainz beigesetzt.

## Firmengründer und Unternehmer
1928 gründete Klenk im ehemaligen Proviantamt seiner Heimatstadt Ludwigsburg die aus den Anfangsbuchstaben seines Vor- und Nachnamens benannte Firma Hakle. Das Startkapital stammte vom Freund und Geldgeber Gustav Oehler der  Druckerei und Papierwarenfabrik Gebrüder Oehler in Stuttgart-Feuerbach. Vormittags wurde Toilettenpapier produziert, der Vertrieb folgte nachmittags.
Im Verlaufe der Entwicklung seiner Firma bot Klenk als Erster eine 1000-Blatt-Rolle-Toilettenpapier an und erweiterte sein Sortiment um weitere Hygienepapiere. Bedingt durch die Expansion verlagerte er auch aus strategischen Gründen sein Unternehmen 1938 nach Mainz und galt in den 1960er Jahren innerhalb der EWG als größter Spezialpapierhersteller im Hygienebereich.
Ein langjähriger Mitarbeiter war von 1959 bis 1983 Herbert Bonewitz, der ab 1960 für die firmeigene Zeitschrift Die Rolle verantwortlich zeichnete und zuletzt als Prokurist und Leiter der Unternehmenskommunikation wirkte.

## Soziales Engagement
Durch Klenks finanzielle Zuwendung konnte das Altenwohnheim Hans-Klenk-Haus im Salonwald in Ludwigsburg errichtet werden. Inzwischen ist es abgerissen und durch einen Neubau in der Talstraße ersetzt.

## Stiftungen im öffentlichen Raum

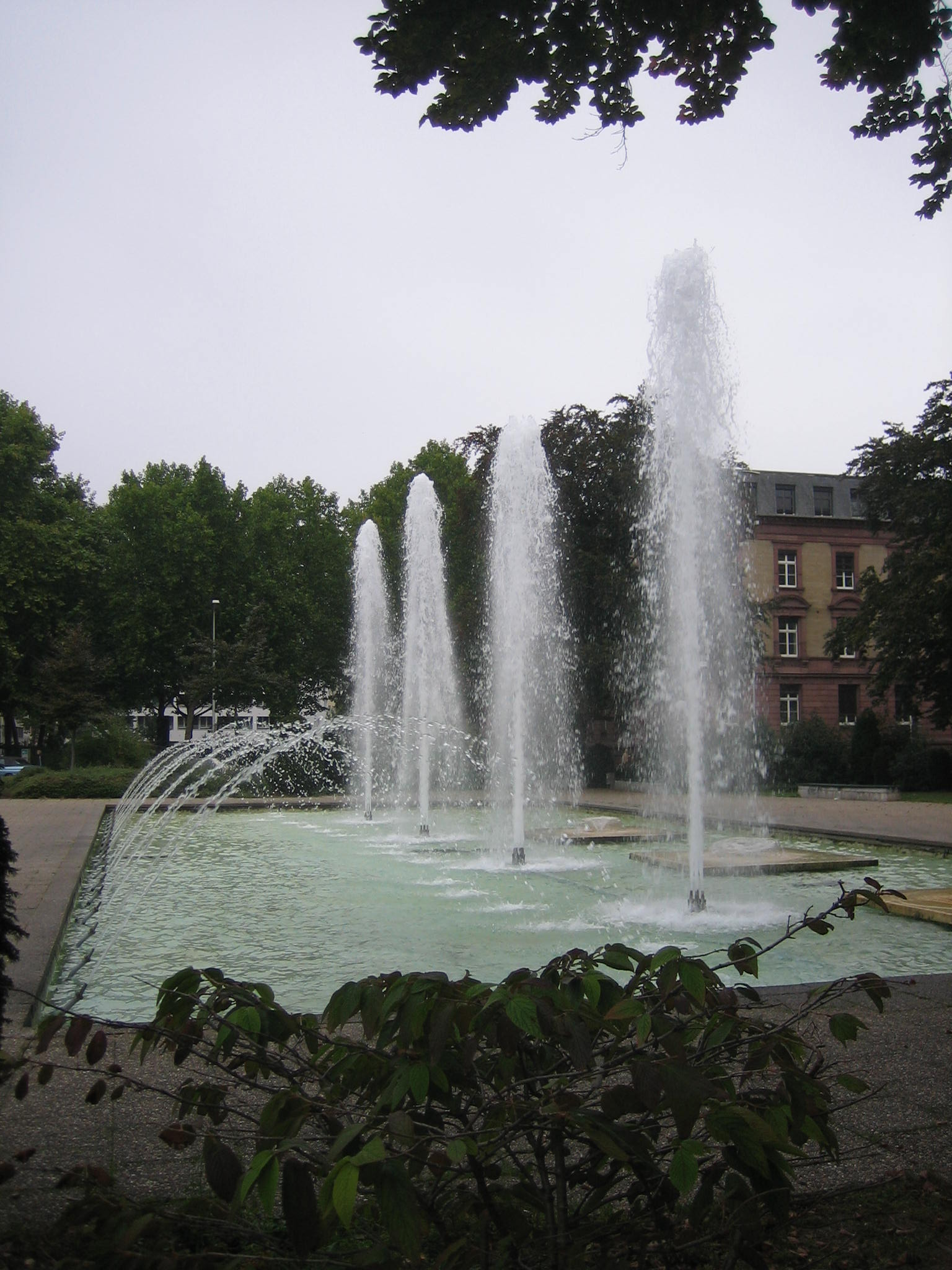
Hans-Klenk-Brunnen

- 1952 stiftete er die Neugestaltung der 1945 stark beschädigten Chorfenster in der Christuskirche in Mainz durch den aus Darmstadt stammenden Glasgestalter Max Lüder.[4]
- 1962 stiftete er den Hans-Klenk-Brunnen nach einem Entwurf von Rolf Ziffzer an der Kaiserstraße vor der Christuskirche in Mainz.[5]
- 1963 stiftete Klenk den 1964 auf dem Campus der Johannes-Gutenberg-Universität Mainz errichteten Brunnen, der im Volksmund „Wasserspülung“ genannt wird und der 2005 aus Mitteln seines Sohnes Hans-Dieter Klenk modernisiert wurde.[6]
- 1967 stiftete er das Kriegerdenkmal an der Breite Straße in Gonsenheim nach dem Entwurf und in der Ausführung des Architekten und Bildhauers Adalbert Ditt.[5]
- 1975 stiftete er mit weiteren Personen die nach einem Entwurf von Erwin Scheerer geschaffene „Bürgersäule“ an der Kirchstraße in Gonsenheim.[5]

## Hans-Klenk-Stiftung
Am 3. Juni 1966 wurde die Hans-Klenk-Stiftung errichtet, die Mittel zur Förderung wissenschaftlicher Arbeiten den einzelnen Fakultäten in wechselnder Reihenfolge zur Verfügung stellte und die den Hans-Klenk-Preis finanziell ausstattete. Sie wurde 2017 aufgelöst.

### Preisträger Hans-Klenk-Preis der Universität Mainz
- 1973: Martin Röllinghoff, Mikrobiologe
- 1975 und 1988: Joachim Otto Borneff, Bakteriologe

## Ehrungen

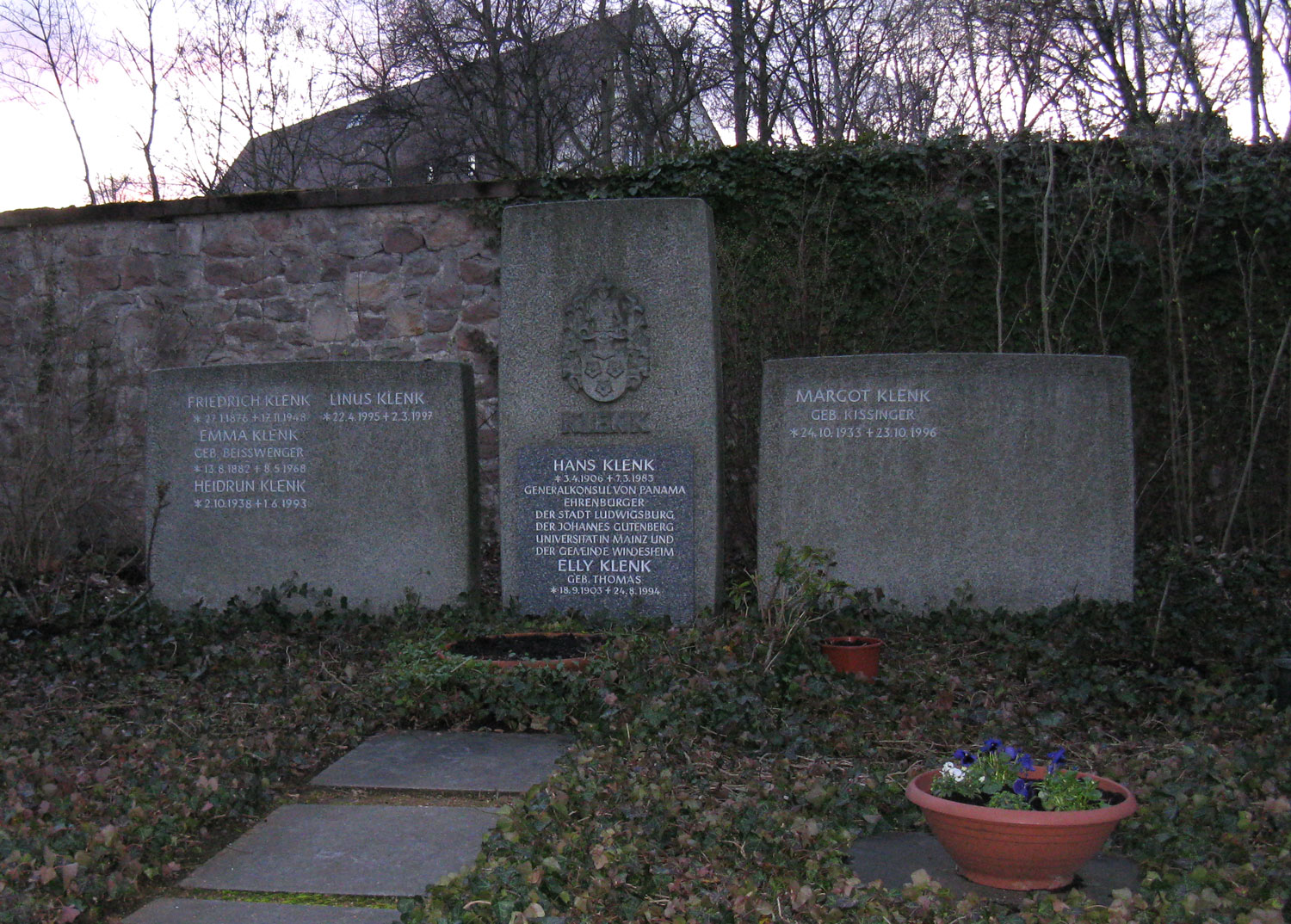
Grabmal von Hans Klenk

- 1964 wurde Hans Klenk für vorbildliche Gastarbeiter-Betreuung durch den italienischen Staatspräsidenten Antonio Segni zum Ritter des Verdienstordens der italienischen Republik ernannt.[8]
- Am 3. April 1966 wurde er durch den Ministerpräsidenten von Rheinland-Pfalz Peter Altmeier mit dem Großen Bundesverdienstkreuz ausgezeichnet.[1]
- Im Jahr 1976 wurde Klenk zum Ehrenbürger der Stadt Ludwigsburg ernannt.
- Nach ihm ist die Hans-Klenk-Straße in Mainz benannt.